# Hodovský mlýn
Hodovský mlýn je zaniklý vodní mlýn v severní části Úval v lokalitě Hodov, který stál na potoce Výmola u zaniklého rybníka.

## Historie
Vodní mlýn je poprvé zmíněn roku 1701. V roce 1713 měl dvě moučná kola a dvě stoupy. Dražbou prošel v roce 1773.
3. června 1883 začal k páté hodině odpoledne déšť, který rozvodnil potok. Okolo osmé hodiny zpustošila voda všechny tři úvalské mlýny a zničila všechny tři jejich splavy; u každého byla škoda za několik tisíc zlatých. Největší škodu utrpěl hodovský mlynář Moric Kovařík, kterému povodeň navíc pobořila obytné stavení a zaplavila dolní část mlýna až po zanášku a vše, co zde bylo složené, nábytek a zásoby, buď zničila nebo odnesla, Také odplavila velké množství drůbeže a drobného dobytka. Všechny tři mlýny poškodila povodeň i 16. června 1889.
Mlýn přestal pracovat ještě před rokem 1939, kdy byl posledním známým majitelem Oldřich Prokůpek. V 60. letech 20. století byl v rozvalinách a jeho okolí včetně rybníka zaváženo skládkou komunálního odpadu. Dochovala se část splavu.

## Popis
Mlýn byl zděny, přízemní. Údajně zde pracovala pila a rybník se jmenoval Pilský. Voda k němu vedla z rybníka přes stavidlo. Roku 1930 měl mlýn jednu Francisovu turbínu, spád 4,2 metru a výkon 11 HP.